# 周胤
周胤（？—239年），表字不詳，廬江舒縣人。東漢末及三國時東吳武將，東漢末東吳重要將領周瑜次子，周循之弟。

## 生平
周胤最初拜興業都尉，統領一千兵，駐屯公安。又娶孫權宗族的女兒為妻。黃龍元年（229年），封都鄉侯。後來因犯罪而被削去軍隊和爵位，流放到廬陵郡。赤烏二年（239年），諸葛瑾及步騭聯名上書孫權，希望念及周瑜的功勳，寬恕周胤，恢復他的爵位及軍隊。及後朱然和全琮亦上書請求，孫權終於允許，但在此時，周胤病死。